# Walter Isard
Walter Isard (Philadelphia, Pennsylvania, 1919. április 19. – Drexel Hill, Pennsylvania, 2010. november 6.)  amerikai közgazdász. A regionális gazdaságtan, a területi elemzések és az általános térbeli egyensúly-elmélet kutatásában jelentős, iskolateremtő egyéniség volt. Fontos szerepet vállalt továbbá a regionális tudomány megszervezésében, majd annak elindításában.

## Pályájának kezdete
1919. április 19-én született Philadelphiában bevándorló szülők gyermekeként. Tanulmányokat folytatott többek között a Temple Egyetem matematika szakán, majd 1939-től a Harvard Egyetem közgazdaságtani szakán is, de mindezek mellett az 1941-1942-es években az Chicagói Egyetem közgazdaság-elméleti, illetve matematikai képzésén is részt vett. Fontos pontnak tekinthető munkásságában, hogy ő fordította le Weber, Lösch, Predöhl jelentős műveit angolra (location theory) az 1940-es évek folyamán.

## Munkásságának fő évei
1949-1953 között az input-output modellek kidolgozásában segédkezett a Harvard Egyetemen a Nobel-díjas Leontief kérésére. Ugyanekkor elhelyezkedés-elméletet is oktatott közgazdászok számára. Elhivatottsága szervezősi készségében is megmutatkozott, mivel az Amerikai Közgazdasági Társaság (American Economic Association) éves közgyűlésein felvetette a területi és városi problémákat, amelyek megoldásában földrajztudósok, szociológusok, demográfusok is részt vettek.
Jelentős előrelépésnek számít az 1954-es meghívása az a Massachusetts Institute of Technologyba, ahol docensi állást töltött be a városi és regionális tervezési tanszéken.
Magát a regionális tudomány elnevezést 1954-ben fogadták el mint a társadalom és a gazdaság térbeli kérdéseivel komplexen foglalkozó, interdiszciplináris témakört. Hivatalosan 1956-tól nevezhető a társadalomtudomány egyik ágának.
Még ebben az évben a Pennsylvaniai Egyetemre távozott, ahol 1958-ban megalapította a regionális tudományi tanszéket. Tevékenységének eredménye, hogy 1960 és 1993 között 180 fő kapott doktori, valamint 350 fő mester szintű diplomát ezen a területen.
Az 1950-es évektől Európában és Ázsiában is létrehoztak regionális tudományi szervezeteket, melyek elnöke Walter Isard lett.
1990-ben jött létre a Nemzetközi Regionális Tudományi Társaság (Regional Science Association International). Jelenleg közel 4500 tagja van.
1979-ben átment a Cornell Egyetemre, ahol innentől kezdve munkássága inkább a béketudományra tevődött át. Emellett hangsúlyt fektetett a fenntartható fejlődés kutatására is. 
2010. november 6-án hunyt el Philadelphiában.

## Főbb művei
- Isard, W. (1956) Location and Space-economy. A General Theory Relating to Industrial Location, Market Areas, Land Use, Trade, and Urban Structure. MIT Press, Cambridge (MA) and Wiley, New York.
- Isard, W. (1959) Industrial Complex Analysis and Regional Development; a Case Study of Refinery-petrochemical-synthetic-fiber Complexes and Puerto Rico. MIT Press (MA), Cambridge.
- Isard, W. (1960) Methods of Regional Analysis; an Introduction to Regional Science. MIT Press, Cambridge and Wiley, New York.
- Isard, W. (1969) General Theory: Social, Political, Economic, and Regional, with Particular Reference to Decision-making Analysis. MIT Press, Cambridge (MA).
- Isard, W. (1971) Regional Input-output Study: Recollections, Reflections, and Diverse Notes on the Philadelphia Experience. Cambridge, M.I.T. Press.
- Isard, W. (1972) Ecologic-economic Analysis for Regional Development; Some Initial Explorations with Particular Reference to Recreational Resource Use and Environmental Planning. Free Press, New York.
- Isard, W. (1975) Introduction to Regional Science. Prentice-Hall, Englewood Cliffs.
- Isard, W. (2003) History of Regional Science and the Regional Science Association International: The Beginnings and Early History. Springer, Berlin.

## Fordítás
- Ez a szócikk részben vagy egészben  a   Walter Isard című angol Wikipédia-szócikk fordításán alapul.  Az eredeti cikk szerkesztőit annak laptörténete sorolja fel. Ez a jelzés csupán a megfogalmazás eredetét és a szerzői jogokat jelzi, nem szolgál a cikkben szereplő információk forrásmegjelöléseként.